# Władca Pierścieni: Strategiczna Gra Bitewna
Władca Pierścieni: Strategiczna Gra Bitewna (ang. The Lord of the Rings: Strategy Battle Game) – gra bitewna wydana w 2001 roku przez Games Workshop w oparciu o film Władca Pierścieni reżyserii Petera Jacksona i twórczość J.R.R Tolkiena. Gra doczekała się wydań kolejnych edycji w 2012 roku pod nazwą Hobbit: Strategiczna Gra Bitewna (ang. Hobbit: Strategy Battle Game) i w 2018 roku pod nazwą Śródziemie: Strategiczna Gra Bitewna (ang. Middle Earth: Strategy Battle Game).
Gra polega na dowodzeniu modelami przedstawiającymi postacie z filmów oraz książek. Jest to gra turowa, co oznacza, że gracze wykonują działania naprzemiennie w ramach własnych tur.

## Tura
Faza pierwszeństwa
Polega ona na prostym rzucie kostką, dzięki któremu można ustalić kolejność ruszających się graczy. Decyduje o tym oczywiście liczba wyrzuconych oczek. Jeżeli przydarzy się, że dwóch graczy wyrzuciło tę samą liczbę oczek to pierwszy jest ten, który nie zaczynał fazy ruchu w poprzedniej turze, jeżeli jest to  tura pierwsza to wtedy zaczyna dobro.
Faza ruchu
W tej fazie gracz może przemieszczać swoje wojska. Figurki mogą pokonać maksymalnie odległość taką jaka została ustalona dla danej rasy w ogólnych zasadach. Niektórzy wojownicy są wyposażeni w broń miotaną, którą można wyrzucić podczas Fazy Ruchu. Aby wyrzucić broń miotaną taką jak włócznie, należy wykonać ruch w stronę przeciwnika tak aby zasięg lotu (najczęściej 6" – 14 cm) a następnie wykonać rzut kością taki jak w fazie strzelania. Należy zaznaczyć też że aby wyrzucić broń nie trzeba ograniczać ruchu figurki.
Rodzaj figurki i maksymalny ruch wykonany przez nią:
- 10 cm/4" – hobbit
- 12 cm/5" – goblin, krasnolud
- 14 cm/6" – człowiek, elf, ork, uruk-hai, a także ent
- 24 cm/10" – jeździec
- 28 cm/12" – Nazgûl na bestii, orzeł.

Faza strzelania
W fazie strzelania wskazane przez gracza figurki mogące oddać strzał strzelają do wcześniej wyznaczonych celów. W tej grze istnieje pięć typy łuków. Od typu zależy maksymalna odległość strzału, a także liczba wyjściowa po której strzał się udaje.
Typy łuków i ich zasięg:
- łuk elfi – 56 cm/24" z siłą 3
- łuk ludzki – 56 cm/24" z siłą 2
- łuk orkowy – 42 cm/18" z siłą 2
- łuk krasnoludzki – 42/18" cm z siłą 3
- łuk hobbicki – 56cm/24" z siłą 2
- kusza – 56cm/24" z siłą 4

Aby postać (figurka) mogła oddać strzał musi wyrzucić odpowiednią liczbę oczek równą, bądź większą od drugiej liczby w statystyce Walki, aby strzał się powiódł, a potem odpowiednią liczbę oczek, aby zadać rany (patrz tabela obrażeń i statystyki). Aby łucznik mógł oddać strzał w fazie ruchu mógł poruszyć się tylko o połowę swojego maksymalnego ruchu, zaś kusznik nie może ruszyć się z miejsca.
Faza walki
Faza walki występuje w turze tylko wtedy kiedy podstawki jakichkolwiek jednostek przeciwnych są zetknięte. Jak w całej grze tutaj także decyduje rzut kostką. Jeżeli do walki dochodzi w wielu miejscach stłoczonych razem to gracz, który w tej turze wygrał pierwszeństwo ustala pary, czyli decyduje które figurki walczą ze sobą. Walka wielkich dwóch armii rozbita jest na mnóstwo pojedynczych pojedynków. Figurka najczęściej atakuje jednym ciosem więc gracz rzuca jedną kostką, ale zdarza się wiele wypadków, gdy figurka po skumulowaniu uderza np. dwoma ciosami. Rany oblicza się patrząc wpierw na statystyki i później na tabelę obrażeń. Wpierw jednak, przed zadaniem ciosów, gracze rzucają kostką, aby wyłonić zwycięzcę walki. Jeżeli wypadnie ta sama liczba oczek, to wygrywa ten, który mam w statystykach wyższy punkt walki. Jeżeli to też będzie identyczne to powtarza się rzut. Jednostkę walczącą może wspierać z drugiej linii jednostka wyposażona we włócznię lub broń dwuręczną. Jedynie pikinier może wspierać z trzeciej linii.

## Początek rozgrywki
Gry turniejowe i inne oficjalne rozgrywki organizowane są na określoną liczbę punktów. Każdy rodzaj jednostki kosztuje określoną w ogólnych zasadach liczbę punktów. Oznacza to, że gracz przygotowując armię nie może przekroczyć podanego progu punktowego. Oprócz tego jest zobowiązany dostarczyć rozpiskę całej armii.
Do gry potrzebna jest miarka, służąca do odmierzania odległości do przebycia dla figurek (na turniejach obowiązują miarki calowe), kostki do gry oraz notatnik do rozpiski wojsk, zapisywania wykorzystanych punktów potęgi, woli, losu.

## Tabele
|     | 1 | 2 | 3 | 4 | 5 | 6   | 7   | 8   | 9   | 10+ |
| --- | - | - | - | - | - | --- | --- | --- | --- | --- |
| 1   | 4 | 5 | 5 | 6 | 6 | 6/4 | 6/5 | 6/6 | –   | –   |
| 2   | 4 | 4 | 5 | 5 | 6 | 6   | 6/4 | 6/5 | 6/6 | –   |
| 3   | 3 | 4 | 4 | 5 | 5 | 6   | 6   | 6/4 | 6/5 | 6/6 |
| 4   | 3 | 3 | 4 | 4 | 5 | 5   | 6   | 6   | 6/4 | 6/5 |
| 5   | 3 | 3 | 3 | 4 | 4 | 5   | 5   | 6   | 6   | 6/4 |
| 6   | 3 | 3 | 3 | 3 | 4 | 4   | 5   | 5   | 6   | 6   |
| 7   | 3 | 3 | 3 | 3 | 3 | 4   | 4   | 5   | 5   | 6   |
| 8   | 3 | 3 | 3 | 3 | 3 | 3   | 4   | 4   | 5   | 5   |
| 9   | 3 | 3 | 3 | 3 | 3 | 3   | 3   | 4   | 4   | 5   |
| 10+ | 3 | 3 | 3 | 3 | 3 | 3   | 3   | 3   | 4   | 4   |

Aby wyliczyć wynik za pomocą tabeli obrażeń, należy porównać punkty obrony atakowanego i punkty siły napastnika (siła – wiersze, obrona – kolumny).
| W    | S | O | A | Ż | W | Ruch | P | W | L | Wartość punktowa |
| ---- | - | - | - | - | - | ---- | - | - | - | ---------------- |
| 5/4+ | 4 | 6 | 2 | 2 | 5 | 14cm | 3 | 2 | 2 | 75 pkt           |

## Armie (stara edycja)
Dobro
- Drużyna Pierścienia
- Północne Królestwo:
  - Arnor
  - Szary Zastęp/Kompania
  - Shire
- Elfie Ostoje (The Elven Havens):
  - Rivendell
  - Szare Przystanie
  - Eregion
- Gondor:
  - Elfowie Wysokiego Rodu
  - Wieża Echteliona
  - Minas Tirith
  - Lennicy Gondoru
  - Armia Elendila
  - Zwiadowcy z Ithilien
  - Umarli z Dunharrow
- Krasnoludowie:
  - Zastępy Durina
  - Khazad-Dûm
  - Erebor
- Leśne dziedziny:
  - Lothlórien
  - Sale Thranduila
  - Fangorn
- Rohan:
  - Jeźdźcy Eorla
  - Zastępy (Helma) Młotorękiego
  - Zastęp Theodena
- Bojownicy Dobra (champions of good):
  - Dzicy Ludzie z lasu Duradan (Wosowie)
  - Najlepsi w Dziczy (the wonderers in the wild)
  - Czarodzieje
  - Wielkie Orły
  - Strażnicy Carrock

Zło
- Mordor:
  - Cirith Ungol
  - Czarna Brama
  - Dol Guldur
  - Minas Morgul
  - Barad-dûr
- Harad:
  - Wężowa Horda
  - Harad
  - Daleki Harad
  - Korsarze z Umbaru
  - Umbar
- Isengard:
  - Isengardzcy Najeźdźcy
  - Legiony Białej Ręki
  - Dunland
  - Bandziory Sharkeya
- Góry Mgliste:
  - Moria
  - Angmar
  - Mieszkańcy Podziemi
- Wschodnie Królestwa:
  - Easterlingowie
  - Wariagowie z Khandu
  - Najemnicy z Khandu
- Mistrzowie zła:
  - Bestie Śródziemia
  - Nazgûle

## Zasady dodatkowe
Sztandar
Jednostki walczące i stojące w odległości 8 cm od chorążego mogą przerzucać walkę. Oznacza to, że jeśli przegrały walkę mogą powtórzyć raz rzut kością. Zasada ta działa nawet gdy chorąży walczy.
Bohaterska strzała / ruch
Jednostki posiadające punkt potęgi mogą go wykorzystać na strzał czy ruch poza kolejką. Jeżeli gracz posiada bohatera z punktem potęgi, a przegrał pierwszeństwo może wykorzystać ten punkt i ruszać z najbliższymi kompanami jako pierwszy.
Bohaterska walka
Bohaterską walkę rozpoczyna się jako pierwszą ze wszystkich potyczek w turze walki. Bohater wydający punkt potęgi po rozstrzygnięciu pierwszej swojej walki może „dojść” do innej która jest w zasięgu ruchu bohatera.
Bohaterskie uderzenie
Gracz może zadeklarować przed walką „Bohaterskie uderzenie” zużywając punkt potęgi Bohatera. Gracz rzuca kostką i zwiększa Bohaterowi walkę o tyle oczek ile wypadło na kostce.
Bohaterski marsz
Deklaruje się go przed fazą ruchu. 6' od Bohatera wszystkie jednostki poruszają się o 3 cale więcej, kawaleria 5' więcej. Trzeba skończyć 6' od Bohatera. Nie można szarżować w tej turze.
Rzucanie czarów
Rzucanie czarów wygląda prawie identycznie jak strzelanie. Dodatkowo wykorzystuje minimum jeden punkt woli. Jednakże atakowany musi ucierpieć. Jeżeli była jednostka elitarna (bohater, kapitan itp) posiadająca punkt woli to może go wykorzystać w celu obrony. Decydują o tym kości. Każdy czarodziej który wykorzysta wszystkie punkty woli nie może już rzucać czarów.